# Desastre aéreo do Grand Canyon
O desastre aéreo do Grand Canyon foi um grave acidente aéreo ocorrido em 30 de junho de 1956 na zona do Grand Canyon, no Arizona, Estados Unidos. Nessa data, um Douglas DC-7 da United Airlines realizando o voo 718 (entre Los Angeles e Chicago) colidiu em pleno ar sobre o Grand Canyon com um Lockheed Constellation da TWA que realizava o voo 2 (entre Los Angeles e Kansas City). O acidente, que deixaria um saldo de 128 mortos, revelaria graves deficiências no sistema de monitoramento aéreo dos Estados Unidos.

## Aeronaves

### Lockheed Constellation
Na década de 1930 a Douglas lançou o modelo DST (futuro DC-3), atingindo a liderança no mercado de aeronaves comerciais. Enquanto isso, a Lockheed estudava o projeto de uma aeronave quadrimotor capaz de voar a 430 km/h a uma altitude máxima de 12 000 pés e ter um raio de 8 000 km, transportando 36 passageiros. Assim surgiu o projeto do Lockheed Model 44 Excalibur. Porém, antes do primeiro protótipo ser construído, a TWA encomendou o projeto de uma aeronave capaz de realizar voos intercontinentais. A Lockheed abandonou o projeto do Excalibur e desenvolveu outra aeronave, o Constellation. Lançado no início da década de 1940, o Constellation realizou seu primeiro voo em 9 de janeiro de 1943. Com o envolvimento do Estados Unidos na Segunda Guerra Mundial, todas as aeronaves comerciais, incluindo o Constellation, foram requisitadas pelo exército norte-americano para o transporte de tropas e equipamentos. Assim, o Constellation só iria estrear na aviação comercial ao final do conflito. O Constellation se sagrou líder de sua categoria de voos de longo alcance, até a chegada da era a jato. Foram fabricados milhares de aeronaves, das mais diversas versões, que voaram em dezenas de companhias aéreas do mundo até o final da década de 1980.
A TWA foi a empresa que lançou o Constellation, tendo operado as 40 primeiras aeronaves construídas. Empregado inicialmente nas rotas internacionais, o Constellation foi remanejado nos anos 1960 para rotas nacionais dentro dos Estados Unidos até a retirada da última aeronave em 1967. A aeronave destruída no acidente foi construída em 1952, tendo recebido o número de construção 4 016. Encomendada pela TWA, recebeu o prefixo N6902C e foi batizada pela companhia aérea de Star of the Seine. Até ao momento do acidente tinha 10 519 horas de voo.

### Douglas DC-7
Durante a década de 1940, a necessidade de realizar voos mais longos obrigou as companhias aéreas dos Estados Unidos a encomendaram projetos de novas aeronaves, capazes de voar da costa leste a oeste do país em voos diretos.  A Douglas sairia na frente lançando o Douglas DC-4, com um alcance de 6 839 km. Posteriormente, a Lockheed lançou o Constellation, que tinha um alcance de 8 700 km, suficiente para realizar longos voos. Para concorrer com o Constellation, a Douglas lançaria os DC-6 e DC-7. Lançado no final de 1953, o Douglas DC-7 foi adquirido por dezenas de companhias aéreas no mundo. Com a chegada da era do jato, a Douglas abandonaria suas aeronaves de motor a pistão e voltaria seus esforços para o lançamento do DC-8. Assim, muitos DC-7 operaram por menos de 10 anos no transporte de passageiros, sendo convertidos para o transporte de cargas a partir da década de 1960. Foram construídos 338 DC-7 entre 1953 e 1958. Apesar de a grande maioria ter sido retirada de serviço no final dos anos 1970 e meados da década de 1980, ainda existe uma dúzia de DC-7 voando no transporte de cargas no mundo.
A United Airlines operou 57 DC-7 até 1964, quando as últimas aeronaves foram retiradas de serviço. A aeronave destruída no desastre do Grand Canyon havia sido fabricada em 1955, tendo recebido o número de construção 44288/540. Adquirido pela United Airlines, recebeu o registro N6324C, sendo batizada de Mainliner Vancouver pela companhia aérea. Até ao momento do acidente tinha apenas 5 115 horas de voo.

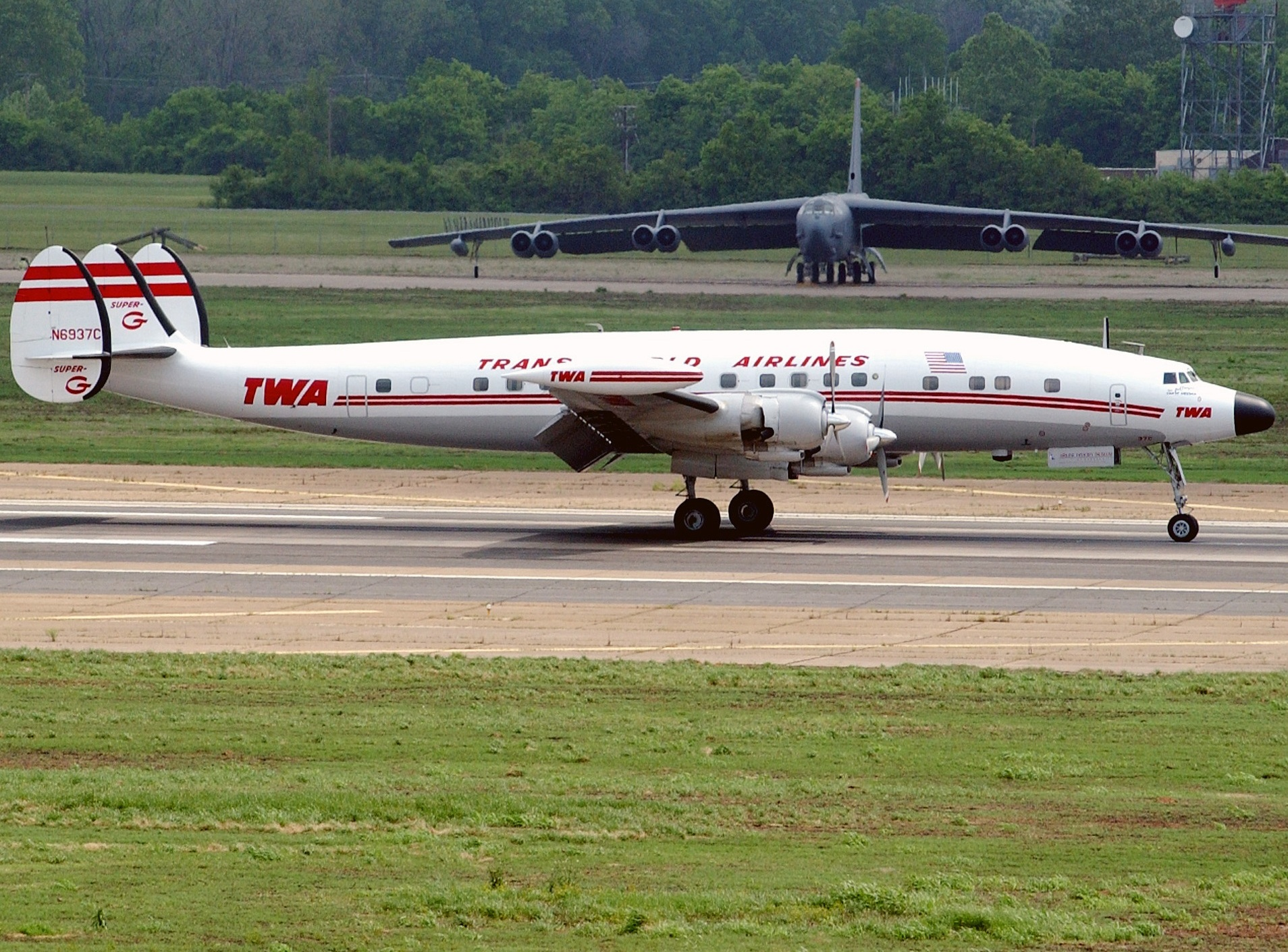
Lockheed Constellation da TWA, similar ao avião destruído.
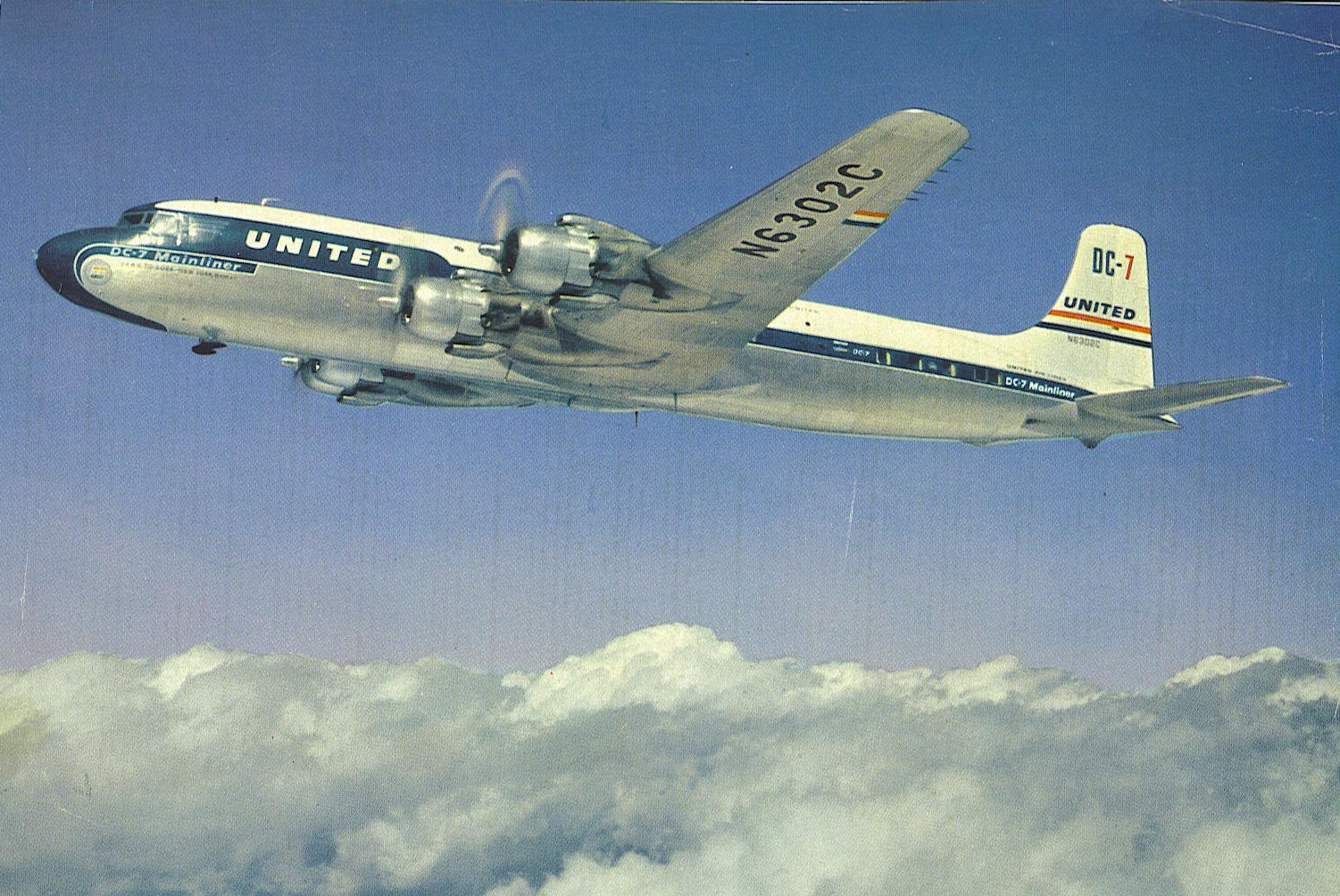
Douglas DC-7 da United Airlines, similar ao avião destruído.

## Acidente

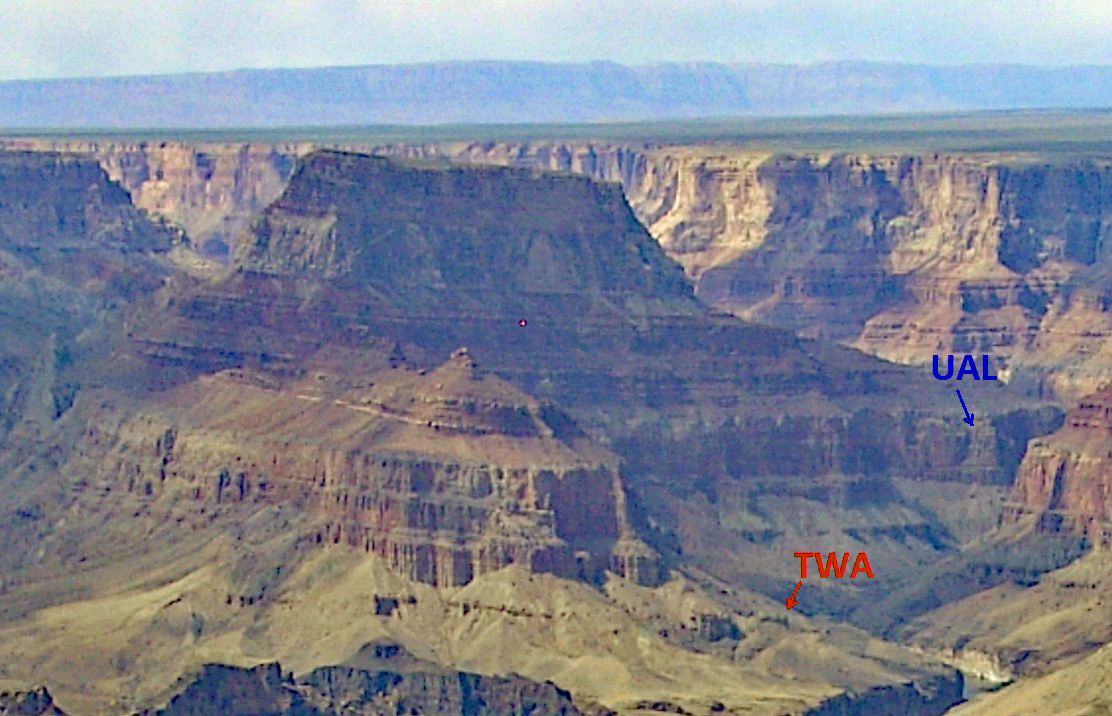
Local da queda das aeronaves.

O voo 2 da TWA iniciou em Los Angeles às 9h01min (PST) do dia 30 de junho de 1956, com cerca de 31 minutos de atraso. Após a decolagem, o Lockheed Constellation N6902C Star of the Seine, transportando 6 tripulantes e 64 passageiros, rumou para Kansas City. Após subir para 19 mil pés, o Star of the Seine passou do controle do aeroporto de Los Angeles, para o centro de monitoramento aéreo de Daggett, Califórnia. Durante a passagem para o Colorado, o Star of the Seine rumara 059º para o leste, onde deveria ser avistado pelo radiofarol de Trinidad, Colorado.
Três minutos após a decolagem do Star of the Seine, o Douglas DC-7 da United Airlines, registro N6324C Mainliner Vancouver, decolou de Los Angeles com 53 passageiros e 5 tripulantes rumo a Chicago, iniciando o voo 718. Voando por instrumentos, o Mainliner Vancouver atingiu rapidamente 21 mil pés e rumou para nordeste de Palm Springs, Califórnia, onde posteriormente realizou curva para a esquerda, onde conta(c)tou o radiofarol de Needles, Califórnia, que lhe forneceu as coordenadas para rumar até ao radiofarol seguinte, em Durango, Colorado.
Após voarem pelo Colorado, as aeronaves tinham de atravessar a chamada linha do deserto pintada, de 175 milhas de comprimento, compreendida entre Bryce Canyon, Utah até Winslow, Arizona. Essa área não era monitorada pelo ATC, sendo que a posição das aeronaves era estimada pelas tripulações através do rádio. Assim, a segurança de voo nessa área dependia unicamente das tripulações das aeronaves que voavam pela mesma.
As tripulações dos voos TWA 2 e UA 781 previam alcançar a linha do deserto pintada por volta das 10h30min. Durante a travessia dessa região, o comandante do Star of the Seine solicitou ao ATC uma mudança de altitude para 21 mil pés. O ATC não autorizou, por conta do tráfego de outra aeronave na região (no caso o Mainliner Vancouver), porém autorizou o Star of the Seine a voar a mil pés do topo das nuvens.
Assim, o Star of the Seine foi subindo gradualmente até chegar aos 21 mil pés, por acompanhar o teto das nuvens que ficava cada vez mais alto conforme a aeronave atravessava a região.  Por volta das 10h30 min, um forte estrondo deu início à grande tragédia. Voando a 21 mil pés, o Constellation Star of the Seine da TWA teve sua cauda cortada pela asa esquerda do DC-7 Mainliner Vancouver da United. Desgovernadas e fora de controle, As aeronaves caíram em uma região às margens do rio Colorado, matando todos os seus ocupantes carbonizados pelas explosões dos tanques de combustível ocorridas após o forte impacto com o solo.
O Controle de Tráfego Aéreo só notaria que algo estava errado após as aeronaves não informarem suas posições no período estimado após a passagem da linha do deserto pintada. Anteriormente, rádio-operadores da United em San Francisco e Salt Lake City, captaram às 10h30min, uma rápida e ilegível transmissão do voo 718.  As autoridades iniciaram serviços de busca e salvamento no início da tarde.
Durante um voo na região do Grand Canyon, os irmãos Henry e Hudgin Palen avistaram uma grande coluna de fumaça (que posteriormente seria identificada como os restos do Constellation Star of the Seine), porém julgaram-na como um incêndio causado por um raio, algo comum naquela região. Ao ouvirem no rádio que duas aeronaves estavam desaparecidas na região, os irmãos retornaram ao local onde tinham avistado a densa coluna de fumaça, descobrindo os destroços das aeronaves. Notificadas, as autoridades iniciaram uma grande operação de retirada dos restos dos corpos e dos destroços para perícia. Devido ao violento impacto das aeronaves com o solo, nenhum corpo foi recuperado intacto e poucos restos mortais foram identificados, obrigando as autoridades a construírem dois grandes túmulos coletivos nos cemitérios de Grand Canyon Pioneer e Citizens Cemetery em Flagstaff, Arizona.

## Investigações
Dificultada por conta de o acidente ter ocorrido em local de difícil acesso e sem monitoramento do controle de tráfego aéreo (ATC), a investigação do acidente realizada pelo Civil Aeronautic Board (CAB) não conseguiu chegar à causa exata do acidente.
No entanto, pela posição das aeronaves, foi constatado que ambas as tripulações não conseguiram enxergar-se a tempo de evitar a colisão em pleno ar, sendo que diversos fatores foram enumerados para tentar explicar a colisão:
- Nuvens podem ter ocultado parcialmente a visão da tripulação do DC-7 da United, impedindo-lhes de enxergar o Constellation da TWA;
- Limitações visuais causadas pelo desenho das janelas da cabine do DC-7 da United podem ter ocultado o Constellation da TWA até o momento da colisão;
- Falta de vigilância possivelmente causada pela grande carga de trabalho na tarefa de pilotar o avião;
- Realização de voo panorâmico não autorizado sobre a região do Grand Canyon. Durante alguns anos, companhias aéreas que sobrevoavam a região realizavam passagens panorâmicas sobre o Grand Canyon para entreter seus passageiros. Essa prática era temerosa tendo em vista a falta de monitoramento e controle de tráfego aéreo (ATC) nessa região;
- Falta de informações sobre o tráfego aéreo na região por conta da falta monitoramento e controle de tráfego aéreo (ATC) nessa região.

## Consequências
O acidente causou grande comoção nos Estados Unidos. Posteriormente outras duas colisões em pleno ar, ocorridas entre aviões comerciais e jatos militares, pressionaram o governo americano a agir contra a falta de monitoramento dos céus do país.
Pressionado pela imprensa e opinião pública, o presidente Eisenhower investiu US$ 250 milhões na modernização do sistema  de monitoramento e controle de tráfego aéreo (ATC) em todo o país. Além disso, foi criada a Federal Aviation Administration (FAA) responsável por administrar e regulamentar a atividade de aviação no país.

## Na cultura popular
O desastre aéreo do Grand Canyon foi tema de um dos episódios da série de televisão Mayday- Desastres aéreos.